# Числа Армстронга
Самозакохане число (англ. pluperfect digital invariant, PPDI), або число Армстронга — натуральне число, яке в даній системі числення дорівнює сумі своїх цифр, піднесених до степеня, що дорівнює кількості його цифр. Іноді щоб вважати число таким, достатньо, щоб степені, до яких підносяться цифри, були рівні m — тоді число можна назвати m-самозакоханим
{\displaystyle 407=4^{3}+0^{3}+7^{3}}.
Наприклад, десяткове число 153 — число Армстронга, тому що:
1³ + 5³ + 3³ = 153

## Формальне визначення
Нехай {\displaystyle n=\sum _{i=1}^{k}d_{i}b^{i-1}} — число, що записується {\displaystyle d_{k}d_{k-1}...d_{1}} в системі числення з основою b.
Якщо при деякому m трапиться так, що {\displaystyle n=\sum _{i=1}^{k}{d_{i}}^{m}}, то n є m-самозакоханим числом. Якщо, понад те, {\displaystyle m=k}, то n можна назвати справжнім числом Армстронга.
Очевидно, що при будь-якому m може існувати лише скінченне число m-самозакоханих чисел, оскільки, починаючи з деякого k {\displaystyle k\cdot 9^{k}<10^{k-1}-1}.

## Згадки в літературі
У «Апології математика» (англ. A Mathematician's Apology), Ґ. Гарді писав:
«Є лише чотири числа, крім одиниці, які дорівнюють сумі кубів своїх цифр: 
 {\displaystyle 153=1^{3}+5^{3}+3^{3}}
 {\displaystyle 370=3^{3}+7^{3}+0^{3}}
 {\displaystyle 371=3^{3}+7^{3}+1^{3}}
 і {\displaystyle 407=4^{3}+0^{3}+7^{3}}.
Це незвичайний факт дуже зручний для головоломних розділів у газетах і для розваги зацікавлених, але в ньому немає нічого, що б приваблювало до нього математиків»

## Числа Армстронга в різних системах числення
- У проміжку 1 <= N <= 11 знаходяться такі 35 чисел Армстронга:

0, 1, 2, 3, 4, 5, 6, 7, 8, 9, 153, 370, 3 деякому виразу від їхніх власних цифр. Наприклад, такими можуть бути: досконалі і дружні числа, числа Брауна, числа Фрідмана, щасливі квитки тощо.

## Зовнішні посилання
- Weisstein, Eric W. Стаття про самозакохані числа(англ.) на сайті Wolfram MathWorld.
- послідовність A005188 з Онлайн енциклопедії послідовностей цілих чисел, OEIS
- Narcissistic Numbers (англ.) [недоступне посилання]
- Digital Invariants (англ.)